# 桂木美加
桂木 美加（かつらぎ みか、1949年3月2日 - ）は、日本の元女優。本名、川崎 梅代。
東京都出身。豊島岡女子学園高校卒業。

## 人物
高校卒業後、東宝芸能アカデミー演技科に学び、在学中の1968年、日活映画『ある少女の告白 純潔』でデビュー。その後、東宝と正式に契約し、映画『呪いの館 血を吸う眼』などに出演。1971年、特撮テレビドラマ『帰ってきたウルトラマン』に丘ユリ子隊員役でレギュラー出演。当時のプロフィールでは「相当のアクションがあると聞いているので、身体のコンディションは常にベストにするつもりです」と答えている。
本作終了後は、映画『血を吸う薔薇』で学長夫人を演じるなど、映画、テレビドラマに出演するが、1974年の『ウルトラマンレオ』第35話へのゲスト出演以降、芸能活動の記録がなく、以降の消息も明らかではない。『帰ってきたウルトラマン』で共演した団時朗は「おそらく結婚されて……」と語っている。
趣味は、生け花、ドライフラワー、陸上競技など。

## 出演作品

### 映画
- ある少女の告白 純潔（1968年） - 文子
- コント55号 宇宙大冒険（1969年）
- ひらヒラ社員夕日くん（1970年）
- ひらヒラ社員夕日くん ガールハントの巻（1970年）
- 若大将対青大将（1970年）
- 野獣都市（1970年）
- 血を吸うシリーズ
  - 呪いの館 血を吸う眼（1971年） - 吸血鬼に襲われた農家の娘
  - 血を吸う薔薇（1974年） - 学長夫人
- 凄い奴ら（1971年）
- ゴジラ対ヘドラ（1971年） - アングラバーの客[2]
- 化石の森（1973年）

### テレビドラマ
- かみなり三代（1968年、NTV）
- 東京バイパス指令 第15話「黄金には手を出すな」（1969年、NTV）
- 金メダルへのターン!（1970年、CX）
- ウルトラシリーズ (TBS)
  - 帰ってきたウルトラマン（1971年 - 1972年） - 丘ユリ子隊員
  - ウルトラマンタロウ 第16話「怪獣の笛がなる」（1973年） - 音楽の先生
  - ウルトラマンレオ 第35話「おいらは怪獣大将だ!」（1974年） - 松丸先生
- 太陽にほえろ! 第31話「お母さんと呼んで」第66話「生きかえった白骨美人」（1973年、NTV）
- アイフル大作戦 第6話「キャーッ!空から死体と札束が」（1973年、TBS）
- 若さま侍捕物手帖 第14話「嘘つき長屋」（1973年、KTV） - お君
- パパと呼ばないで 第16話「生みの親育ての親」（1973年、NTV） - 幼稚園の先生
- 流星人間ゾーン 第3話「たたけ! ガロガの地底基地」（1973年、NTV） - 森田博士の妻
- ジャンボーグA 第34話「死神からの殺人予告電話!」（1973年、MBS） - 黒衣の女（バタフライング）
- 日本沈没 第5話「いま、島が沈む」（1974年、TBS） - 看護婦

### バラエティ
- とび出せ!真理ちゃん 第4話「カボチャの馬車とシンデレラ」（1973年10月25日、TBS） - シンデレラの姉